# Joseph Fagnani
Joseph Fagnani (Giuseppe Fagnani), né le 24 décembre 1819 à Naples et mort le 22 mai 1873 à New York, est un peintre portraitiste italien.

## Biographie
Giuseppe Fagnani est élève à, l'Académie de peinture de Naples. La qualité des portraits qu'il réalise au crayon le fait remarquer. Il est invité dans de nombreuses villes pour dessiner ou peindre des rois, des nobles, des personnalités. Il se rend ainsi à Vienne (Autriche) où il fait le portrait de l'Archiduc Charles II ; à Paris, à l'invitation de la princesse de Naples où il réalise les portraits de ses proches ; en Espagne où il peint la reine Isabelle, le duc et la duchesse d'Albe.... Sir Henry Bulwer, ambassadeur,  l'emmène, en 1849, à Washington. Il  y demeure quelques années et  peint de nombreuses personnalités, dont des présidents de la République. En 1861 il est de retour à Paris et expose, au Salon de 1861, le portrait de Richard Cobden ainsi que celui de Garibaldi. Il poursuit ses voyages à Constantine, à Londres, il retourne à New-York, où une série de neuf portraits de femmes lui est achetée par le Metropolitan Art Muséum. Il meurt dans cette ville.

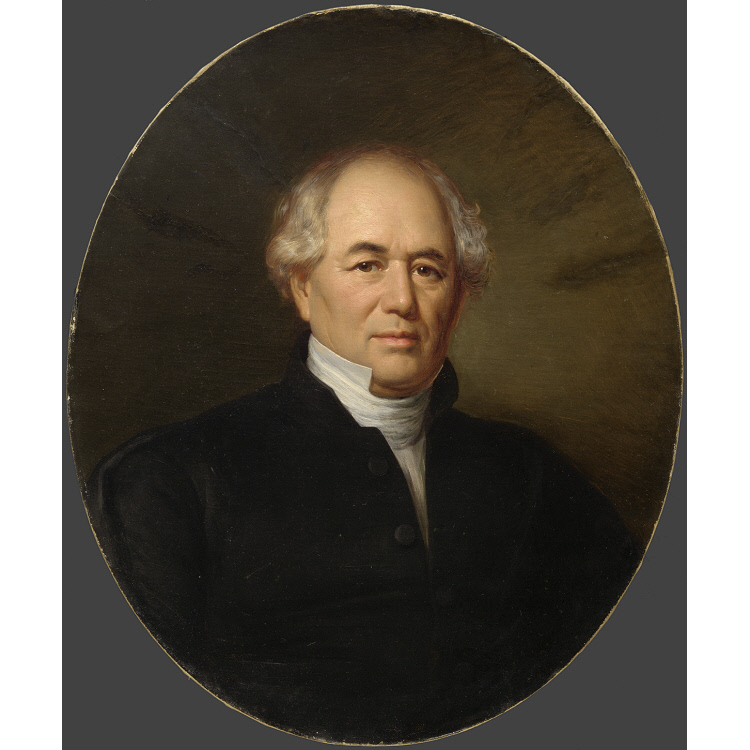
Eleazer Williams, 1853, National portrait gallery
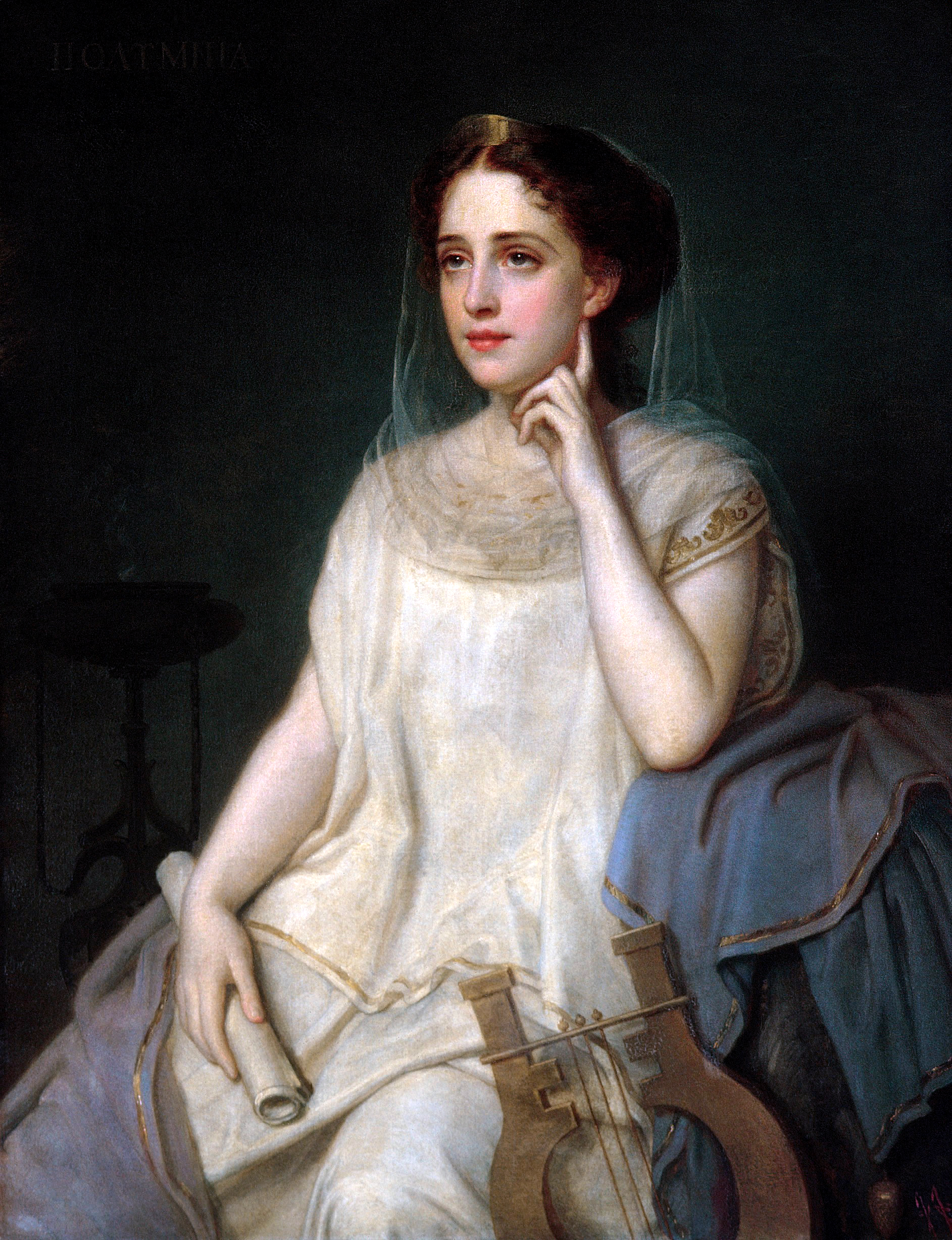
Polyhymnia, 1869, Metropolitan Museum of Art
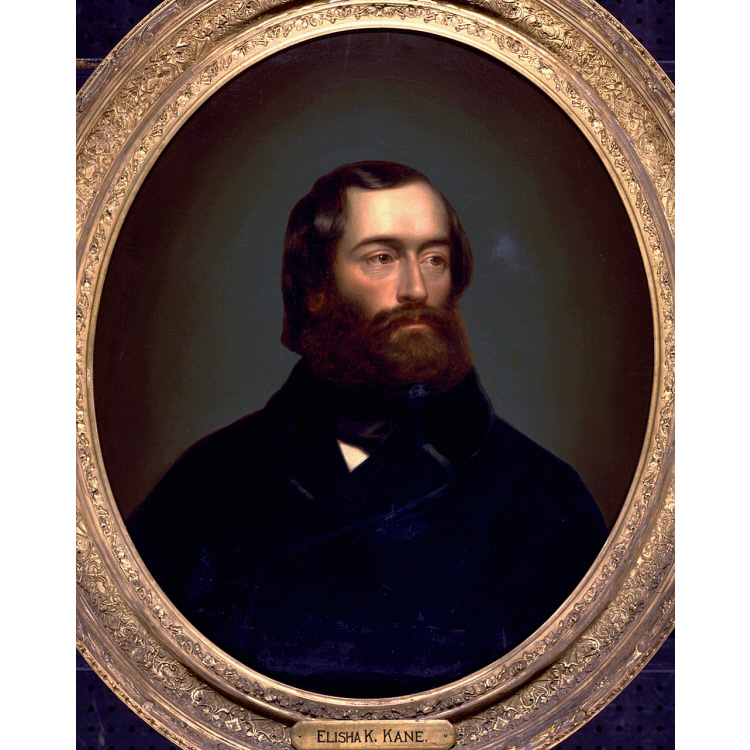
Elisha Kent Kane, 1857, National Portrait Gallery
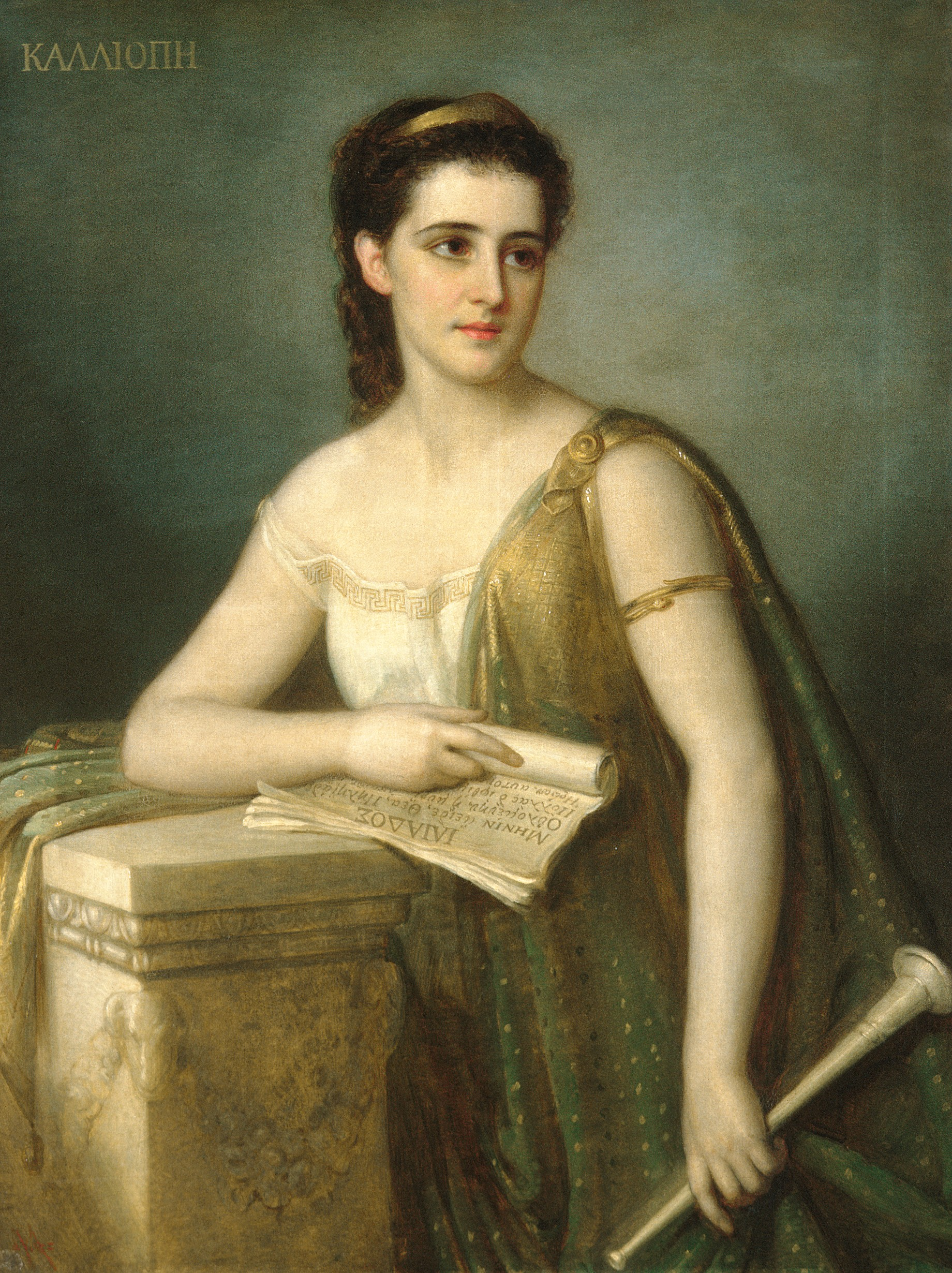
Calliope, 1869, Metropolitan Museum of Art
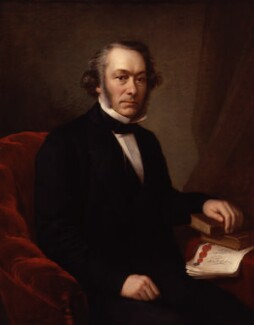
Richard Cobden, 1865, National Portrait Gallery